# Departamento Minas (Neuquén)
Minas es uno de los 16 departamentos en los que se divide la provincia del Neuquén (Argentina). Por su tamaño, es el cuarto más extenso de la provincia, tras Añelo, Pehuenches y Confluencia.

## Superficie y límites
Tiene una extensión de 6225 kilómetros cuadrados y limita al norte y oeste con la República de Chile, al sur con el departamento Ñorquin y al este con el departamento Chos Malal.

## Población
Según el censo 2010 tuvo 6053 habitantes.
El censo argentino de 2022 reportó 9267 habitantes.Esto representó un crecimiento del 53.09%.

## Historia
Durante la Guerra de Independencia chilena, un grupo de seis cuatreros parralinos, más conocidos como los hermanos Pincheira, organizaron la guerrilla realista para hacer frente a los patriotas, y siendo apoyados por algunos pehuenches y mapuches, conformaron unos reductos en el actual departamento Minas, siendo estos los establecimientos en el valle de Varvarco, ya sea la aldea homónima y el puesto de Matancilla (a 6 km al norte del anterior), en las lagunas de Epulafquen donde poseían un fortín, en el arroyo Malal Caballo (un afluente oriental del curso superior del río Neuquén) como ser «Butalón» y ya en territorio nominal de la provincia de Mendoza, específicamente en las juntas del río Atuel con el Salado mendocino, sobre la planicie de Chical Co, llamado «Atuel». También tenían otros puntos estratégicos en la parte occidental de la Cordillera de los Andes, como ser «Roble Huacho» —frente a Epulafquen pero del lado chileno— entre otros.
Al comenzar la campaña de la definitiva Conquista del Desierto, la IV División al mando de Napoleón Uriburu del Ejército Argentino de Julio A. Roca, llegó a los valles de Varvarco —también conocido como «Malbarco» o «Mal Barco»— en 1879, y se lo encontraría ocupado por unos 600 estancieros chilenos que poseían numerosas cabezas de ganado y abundantes cosechas.
Aunque las autoridades chilenas disputarían a la Argentina su autoridad sobre territorios más al sur, no lo hicieron con la zona de la cuenca del río Neuquén de modo que la región quedó incorporada al territorio argentino en forma efectiva según el principio del «Uti possidetis iure», y luego ratificado con el Tratado de 1881 entre Argentina y Chile.

## Localidades[6]
- Andacollo
- Butalón Norte
- Guañacos
- Huinganco
- Las Ovejas
- Los Miches
- Manzano Amargo
- Varvarco / Invernada Vieja
- Villa del Nahueve (Los Carrizos)

## Parajes
- Bote
- Bella Vista
- El Palomar
- La Carona
- Lileo
- Punta Piedras
- El Manzanito (Charraruca)